# Tenang (Malesië)

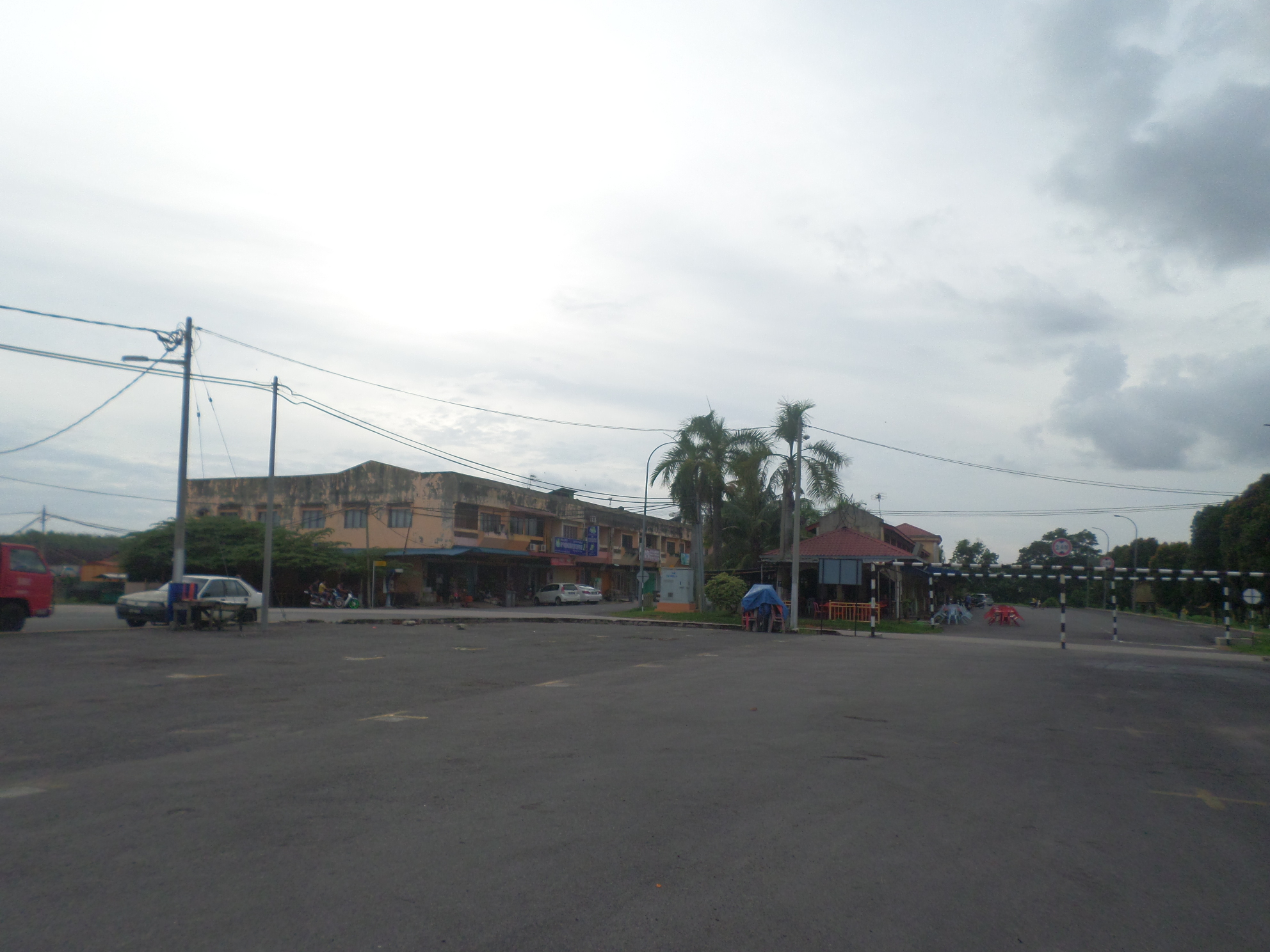
Tenang

Tenang, officieel Kampong Tengah, is een stad in de Maleisische deelstaat Johor en is gelegen naast Genuang en vlak bij Segamat and Labis.